# Ethelheard
Æthelheard, sovrano del regno anglosassone britannico dell'Hwicce, insieme ai suoi presunti fratelli Æthelweard, Æthelberht e Æthelric. Tutti erano probabilmente figli di Oshere, anche se nei documenti rimasti non è specificato chi fosse il padre di Æthelheard e di Æthelberht. Di lui restano alcuni documenti datati al 692, del 693 e del 709.